# 62 Sagittarii
62 Sagittarii, som är stjärnans Flamsteed-beteckning, är en ensam stjärna, belägen i den västra delen av stjärnbilden Skytten och har även Bayer-beteckningen c Sagittarii och variabelbeteckningen V3872 Sagittarii. Den har en skenbar magnitud som varierar 4,45 – 4,64 och är svagt synlig för blotta ögat där ljusföroreningar ej förekommer. Baserat på parallaxmätning inom Hipparcosuppdraget på ca 7,3 mas, beräknas den befinna sig på ett avstånd på ca 450 ljusår (ca 138 parsek) från solen. Den rör sig bort från solen med en heliocentrisk radialhastighet på ca 10 km/s. Den bildar det sydvästra hörnet av asterismen som kallas Terebellum och är den mest avlägsna stjärnan från dess centrum.

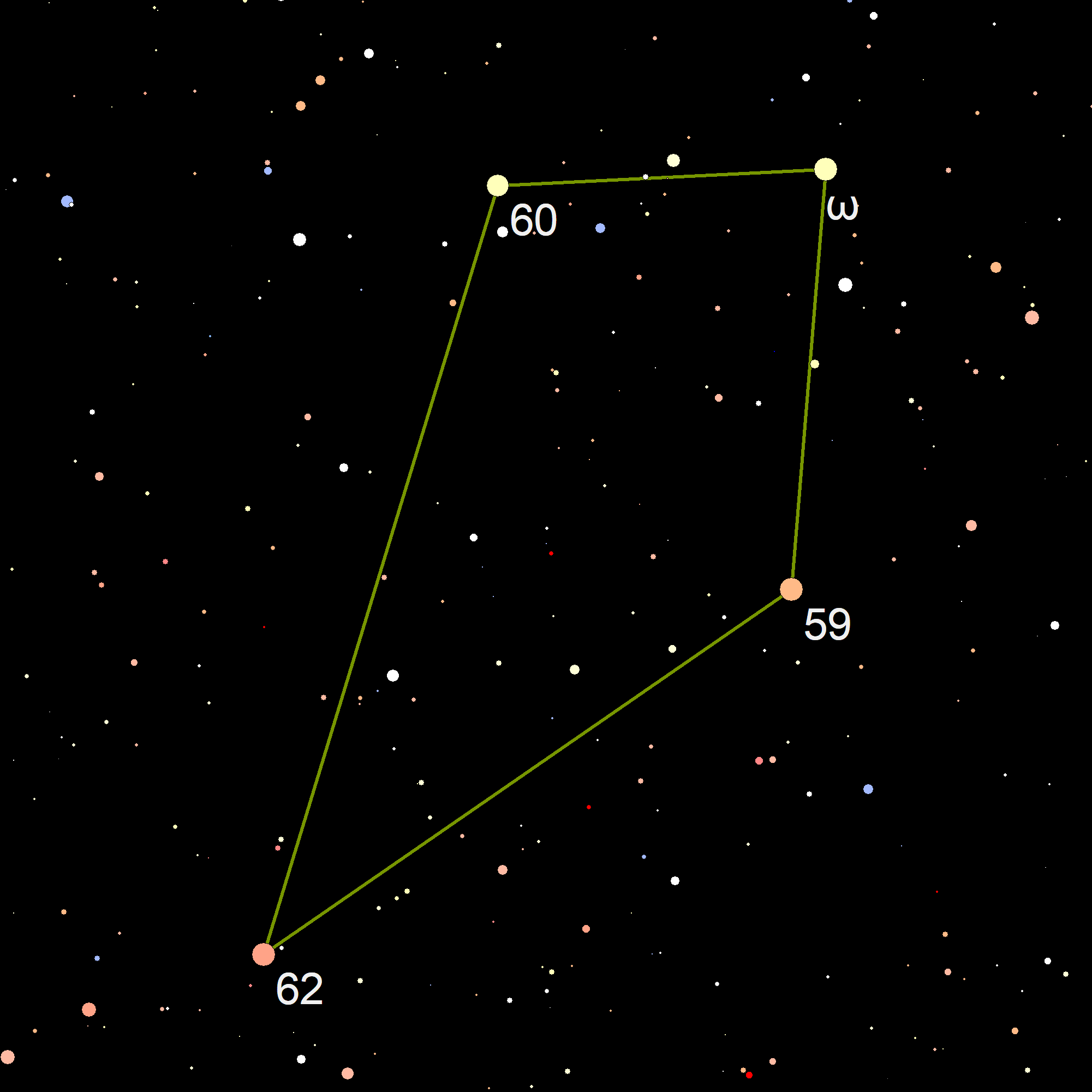
De fyra stjärnorna i Terebellum.

## Egenskaper
62 Sagittarii är en orange till röd jättestjärna  av spektralklass M4.5 III, som har förbrukat förrådet av väte i dess kärna. Den har en radie som är ca 72 solradier och utsänder från dess fotosfär ca 1 100 gånger mera energi än solen vid en effektiv temperatur av ca 3 900 K. 
62 Sagittarii är en långsam oregelbunden variabel med flera pulseringsperioder.
| Period (dygn)   | 24.0  | 30.4  | 31.3  | 42.8  | 50.5  | 234.7 |
| Amplitud (mag.) | 0.027 | 0.019 | 0.043 | 0.042 | 0.022 | 0.018 |